# Franz Joseph Aumann
Franz Joseph Aumann, česky také František Josef Aumann (24. února 1728 Traismauer – 30. března 1797 Sankt Florian), byl rakouský skladatel.

## Život a práce
Franz Josef Aumann byl synem ředitele školy a varhaníka. Než začal mutovat, zpíval ve stejném vídeňském pěveckém sboru jako Michael Haydn a Johann Georg Albrechtsberger, skladatelé, s nimiž si později v životě měnil partitury. S ohledem na tyto směny není překvapivé, že část jeho hudby byla nesprávně přiřazena Haydnovi. Dále například jeho Missa Profana, satirizující koktání a špatný zpěv ředitele školy, byla dříve přičítána Wolfgangu Amadeovi Mozartovi.
Ve Vídni absolvoval lekce basso continuo s Giovanni Boogem. V roce 1753 vstoupil do kláštera řádu augustiniánů v městečku Sankt Florian a v podstatě v něm zůstal po zbytek svého života. V roce 1755 ze byl jmenován regenschorim a v roce 1757 vysvěcen na kněze. Občas mše jako duchovní sloužil, ale především spoustu mší napsal. S obzvláštní láskou a péčí se věnoval péči o duchovní a světskou hudbu v klášteře a prostřednictvím četných skladeb uplatnil dalekosáhlý vliv na rakouskou církevní hudbu.
Psal především církevní hudbu, která stále obsahuje prvky barokní hudby. Zkomponoval mimo jiné 38 mší, 12 rekviem, 29 žalmů, 25 magnificátů, 22 offertorií, 10 litanií, 8 responsorií, 7 nešpor, 4 oratoria, moteta. Byl také autorem světské hudby, včetně 3 symfonií, 2 singspielů, 25 serenád, divertiment, suit, kánonů, písní. Svou hudbou byl pod vlivem benátské a neapolské školy i vídeňských klasiků. Ještě v 19. století byl známý a vysoce ceněný, později z velké části upadl do zapomnění.
Aumannova hudba tvořila po 19. století velkou část repertoáru v Sankt Florianu a Anton Bruckner tento zdroj využil pro studium kontrapunktu. Bruckner se hodně soustředil na Aumannova vánoční responsoria a Ave Maria D dur. Bruckner, který obdivoval Aumanna nejen pro jeho hluboký kontrapunkt, ale především měl rád Aumannovu barevnou harmonii, přidal v roce 1879 k jeho orchestraci Ecce quomodo moritur justus a Tenebrae factae sunt doprovod tří pozounů.
Církevní skladby Franze Josefa Aumanna se dochovaly v Čechách a na Moravě, např. v katedrále sv. Víta v Praze, Strahovském klášteře, Kuksu, Roudnici nad Labem a v Kroměříži.

## Dílo, edice a nahrávky
Dílo
- Missa ex F (mše pro sólové varhany) pro čtyřhlasý sbor a varhany
- Seid fröhlich, ihr Schäfer (sborové Pastoralis)
- Requiem pro soprán, alt, bas (tříhlasý sbor), dva rohy, dvoje housle a basso continuo

Nahrávky
- Gunar Letzbor, Franz Joseph Aumann – Requiem, Sankt. Florianer Sängerknaben, Ars Antiqua Rakousko. Pan Classics PC 10234, 2008 (s Aumannovým Ecce quomodo moritur justus, Tenebrae factae sunt a Te Deum )